# Linepithema humile
La hormiga argentina (Linepithema humile) descubierta por Gustav Mayr en 1868) es una especie nativa del noreste de la Argentina, Paraguay, Bolivia, Uruguay y el sur de Brasil pero se ha expandido a todos los continentes, excepto la Antártida, y llegado a lugares aislados y muy lejanos de su hábitat natural, como Hawái, Japón, Nueva Zelanda y Noruega. Las reinas miden unos 4 mm y las obreras entre 2 y 3 mm. No existe división de castas entre las obreras.
Se le considera una plaga o especie invasora porque ataca, destruye  y machaca colonias de especies nativas de los sectores que habita, además que se dedica a la crianza de áfidos, de los cuales extrae una sustancia azucarada como alimento. Los áfidos se alimentan de plantas por lo tanto son perjudiciales para la agricultura. Está incluida en la lista 100 de las especies exóticas invasoras más dañinas del mundo de la Unión Internacional para la Conservación de la Naturaleza.

## Reproducción
Una de las principales características de L. humile es ser poligínica, es decir tener varias reinas (a veces cientos) dentro de un mismo hormiguero, por consiguiente los niveles de crecimiento poblacional son muy elevados. Las reinas ponen entre veinte y treinta huevos diarios en condiciones ideales. Además no realizan vuelos nupciales y la cópula entre machos y hembras (alados) es dentro del mismo nido, por lo que se evita el riesgo de que predadores diezmen a las indefensas reinas recién fecundadas.  Una vez que la cópula está completada, los machos mueren y las hembras permanecen vivas poniendo huevos por el resto de sus vidas. Se calcula que pueden llegar a vivir hasta cinco años.
Las reinas de otras especies cuando ya son fecundadas, emprenden la tarea de buscar un lugar idóneo para situar el futuro hormiguero, por lo que pasan semanas o meses esperando que nazcan las primeras obreras que se encargarán de alimentar a su madre y a las futuras crías. Las reinas de hormiga argentina no poseen reservas alimenticias que les permitan estar en períodos de ayuno muy prolongados sin que una obrera las alimente (la alimentación se realiza por trofalaxis), por lo tanto resulta imposible que ellas abandonen el nido y den inicio a una nueva colonia solas, es por eso que prefieren mantenerse en el mismo hormiguero en donde nacieron. Sin embargo, cuando se forma una nueva colonia, una o más hembras grávidas abandonan su nido de origen con un séquito de obreras que ayudarán con la alimentación de las nuevas larvas y de la reina. A pesar de que se formen nuevas colonias éstas no son del todo independientes porque siguen manteniendo vínculos con el hormiguero de origen y con otras colonias.
Prosperan en ambientes templados y húmedos, preferiblemente con agua continua, como áreas urbanas, granjas con cultivos irrigados o cerca de arroyos o ríos permanentes. Diversos estudios han demostrado que pierden más agua por unidad de superficie que otras especies. Sus nidos suelen ser a baja profundidad, por lo que tienen más problemas ante el calor.

## Comportamiento invasivo

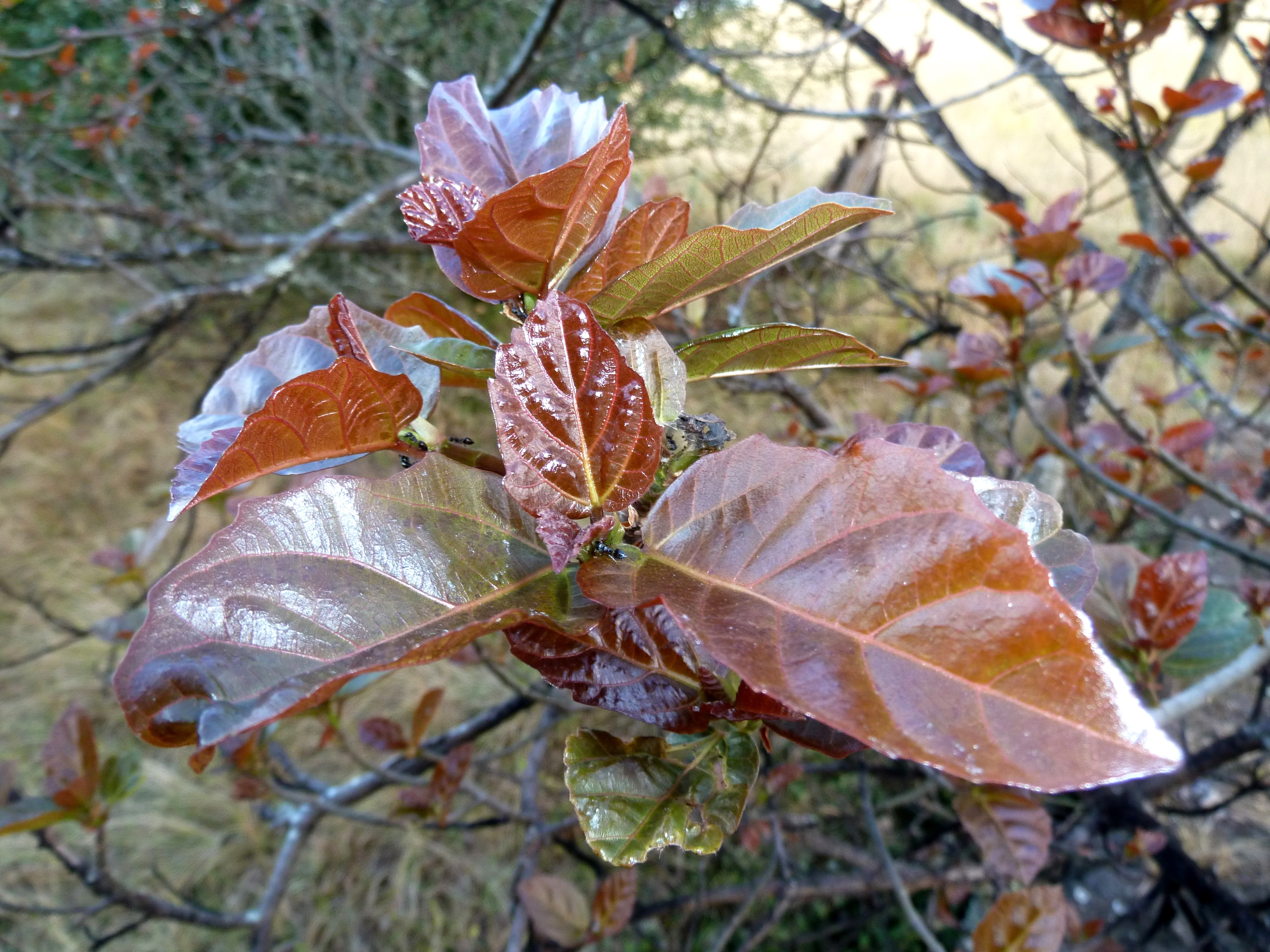
Linepithema humile sobre hojas de Ficus sur, en África.

Estas hormigas en su hábitat autóctono forman colonias de hormigueros y periódicamente batallan entre los distintos nidos por el control del territorio, produciendo una regulación natural de su población. No obstante, esto no ocurre cuando invaden tierras más lejanas llegando a formar colonias gigantescas (supercolonias), que abarcan grandes extensiones de cientos o miles de kilómetros. No se sabe por qué desarrollan este comportamiento tan peculiar, pero entre las teorías que se mencionan están las de factores ambientales, que reducirían su agresión, hasta genéticos: las hormigas diversas genéticamente se comportan de manera agresiva entre ellas, algo que no ocurre entre hormigas argentinas de genética similar pese a que puedan pertenecer a diferentes nidos separados por una distancia considerable.
El poder invasivo de esta especie quedó claro cuando científicos localizaron en California una colonia de hormigas argentinas que se extiende desde la frontera con México hasta Ukiah, unos 160 km al norte de San Francisco, y recorre el sur de Estados Unidos hasta el Estado de Georgia, y se calcula que pronto se establecerán en Florida (dat.2011). Existe también una colonia que recorre el norte de Italia, el sur de Francia y llega hasta la costa atlántica española y portuguesa que, con 6000 km de extensión, ha sido catalogada como la mayor unidad cooperativa de la naturaleza conocida hasta el momento. Por otro lado se puede mencionar que las hormigas argentinas acaban con todas las especies nativas de hormigas del lugar que han invadido, produciendo drásticos cambios en el ecosistema.
En España, está incluida en el Catálogo Español de Especies Exóticas Invasoras, regulado por el Real Decreto 630/2013.

## Colonias rebeldes
Se han encontrado colonias de hormigas argentinas en EE. UU. que ya no cooperan con la supercolonia. La colonia rebelde se sitúa en el estado de Florida.[cita requerida]